# سعاد حسنی
سُعاد حُسنی (عربی مصری: سعاد حسنى؛ ۲۶ ژانویهٔ ۱۹۴۳ – ۲۱ ژوئن ۲۰۰۱) هنرپیشه و خواننده اهل مصر بود. او به عنوان سیندرلای سینمای مصر شناخته می‌شد و از تاثیرگذارترین و پرنفوذترین بازیگران در خاورمیانه و جهان عرب بود. رابطهٔ عاشقانه و عشق نافرجام عبدالحلیم حافظ و سعاد حسنی در جهان عرب زبان زد خاص و عام است. نکته جالب اینکه سُعاد حُسنی دقیقاً در سالروز تولد عبدالحلیم حافظ در ۲۱ ژوئن در لندن درگذشت، برخی مرگ او را خودکشی و برخی آن را قتل می‌دانند.
گفته می‌شود وی از سال ۱۹۶۰ تا ۱۹۶۵ همسر عبدالحلیم حافظ هنرمند پرآوازه مصر و جهان عرب بوده‌است اما کسی شاهد این ازدواج نبوده و مدرک معتبری برای اثبات آن وجود ندارد.

## علت مرگ

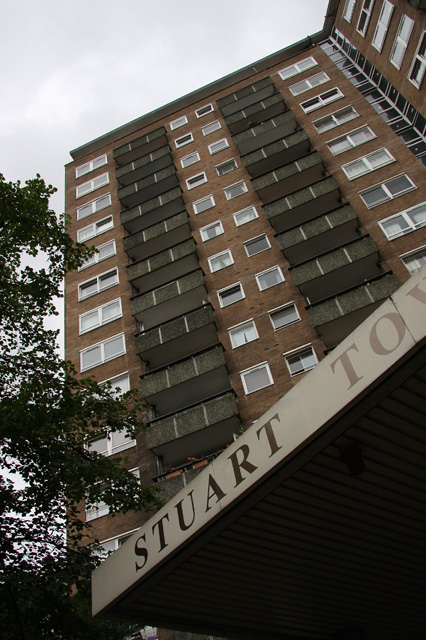
برج استوارت، واقع در گوشه خیابان ساترلند و مایدا ویل در وست مینستر، انگلستان. دارای 17 طبقه بالای زمین و متشکل از آپارتمان های مسکونی است.

در کتاب أسرار الجریمة الخفیة، جنجاه عبدالمنعم می‌نویسد سعاد به قتل رسیده و قتل او را به گردن سازمان اطلاعاتی مصر می‌اندازد، جنجاه در کتابش ادعایی مضحک را مطرح می‌کند که صفوت شریف از مقامات دولت حسنی مبارک قصد سکس با سعاد را داشته و او را به قتل رسانده‌است، خود اهالی مصر کتاب جنجاه را بیشتر به فیلم هندی تشبیه می‌کنند تا واقعیت و می‌گویند چطور ممکن است صفوت شریف قصد سکس با سعاد که یک پیر زن ۵۸ ساله بوده و نزدیک به ۱۰ سال با بیماری دست و پنجه نرم می‌کرده را داشته بوده باشد.
درحالیکه در سال ۲۰۰۱ زمانیکه سعاد در لندن درگذشت، پلیس لندن علت مرگ او را سقوط از بالکن آپارتمان خانه دوستش نادیا یسری واقع در برج استوارت در لندن و خودکشی اعلام می‌کند و هیچ اثری از قتل نمی‌یابد. نجات صغیره خواهر تَنی سعاد گفته‌است که با چشم خود جنازه سعاد را در عزاداری دیده اما هیچ اثری از قتل بر روی بدن او نیافته‌است و کوچکترین آسیبی روی بدن او توسط کسی دیده نشده، مفید فوزی مجری با سابقه و معروف تلویزیون مصر اخیراً در مصاحبه ای علت مرگ سعاد را همانند مرگ صلاح جاهین، پدر اخلاقی سعاد حسنی، اعتیاد به قرص‌های آرام بخش و در نهایت خودکشی دانست.
در کل بیشتر اهالی مصر علت مرگ سعاد را خودکشی می‌دانند اما چون در اسلام خودکشی عملی ناپسند است سعی می‌کنند آن را مطرح نکنند، و ما بقی جهان عرب تئوری قتل را بیشتر می‌پسندند و تنها کسی که تئوری قتل را مطرح می‌کند خواهر ناتنی سعاد یعنی جنجاه عبدالمنعم است که کتابش در جهان عرب به فروش بیشمار رسید و از طریق مطرح کردن شایعه قتل در کتابش پول بسیاری به جیب زد.

## اصالت
در کتاب أسرار الجریمة الخفیة، جنجاه عبدالمنعم که اصالت پدرش از کردهای سوریه است ((سعاد و جنجاه از یک مادرِ مصری هستند اما از یک پدر نیستند)) جنجاه در کتابش اصالت سعاد را از کردهای سوریه ذکر می‌کند و می‌نویسد پدر سعاد در ۱۹۱۲ از سوریه به مصر مهاجرت کرده‌است، در حالیکه در شناسنامه سعاد حسنی، که در کتاب جنجاه نیز موجود است، ملیت پدر سعاد حسنی، مصری ذکر شده‌است و سعاد هیچگاه در زندگی اش، در هیچ مصاحبه ای و در هیچ جایی ادعا نکرده بوده که پدرش اهل سوریه است، آنچه قبل از انتشار کتاب جنجاه همه می‌دانستند و از گفته‌های سعاد در روزنامه‌ها و مصاحبه‌ها شنیده بودند این بود که پدر سعاد زاده روستای میت غمر نزدیک شهر منصوره در استان دقهلیه در مصر است.

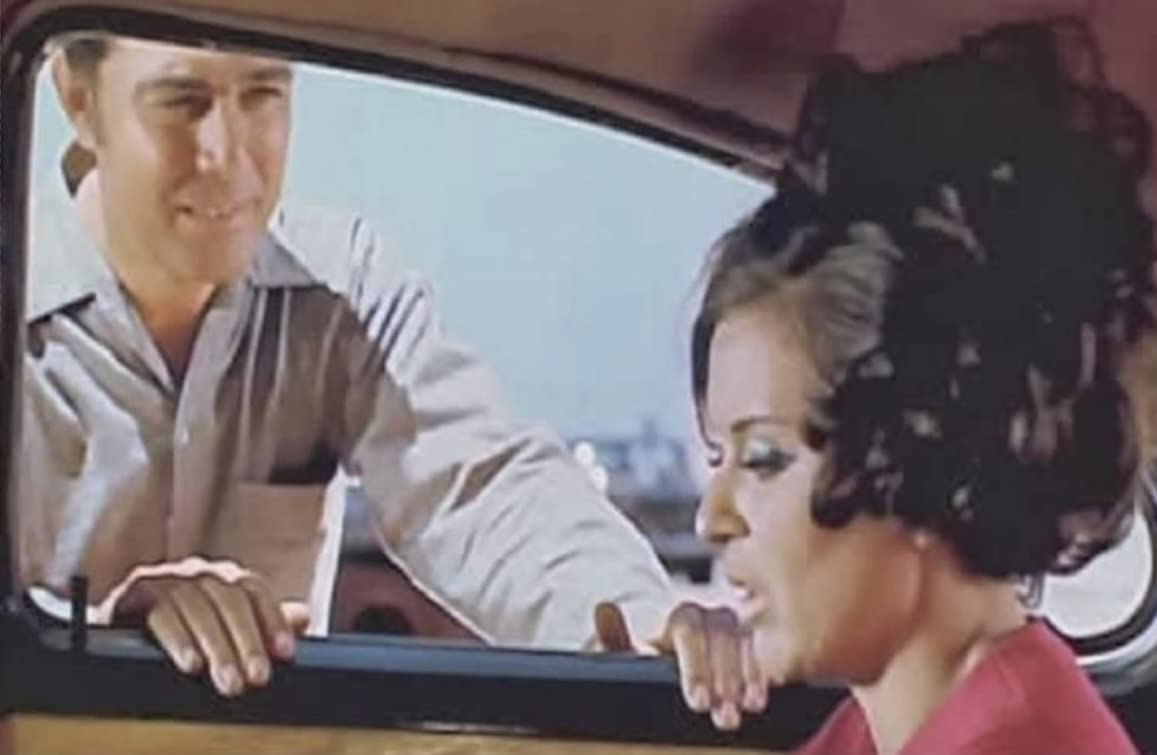
سعاد حسنی و صلاح ذوالفقار در آن مردمان نیل ١٩٧٢

## ازدواج با عبدالحلیم
رابطهٔ عاشقانه و عشق نافرجام عبدالحلیم حافظ و سعاد حسنی در جهان عرب زبان زد خاص و عام است، اما چطور ممکن است این دو شخص با شهرت فراوان ازدواج کرده باشند و هیچ‌کس از آن با خبر نبوده باشد تا اینکه جنجاه عبدالمنعم در سال ۲۰۱۶ سند ازدواجی در کتابش چاپ کند و از ازدواج این دو خبر بدهد!؟ جز اینکه جنجاه برای فروش بیشتر کتاب و به شهرت رسیدن این سند را ساخته‌است!؟ جنجاه در کتابش سندی می‌آورد مبنی بر ازدواج عبدالحلیم حافظ و سعاد حسنی در سال ۱۹۶۰، عبدالحلیم حافظ هیچگاه در زندگی اش اعلام نکرد که با سعاد حسنی ازدواج کرده‌است و حتی سعاد حسنی هیچوقت اعلام نکرده بود با عبدالحلیم ازدواج کرده‌است، چطور ممکن است دو شخص با شهرت فراوان ازدواج کرده باشند و کسی خبر دار نشده باشد تا اینکه جنجاه در سال ۲۰۱۶ کتابی بنویسد و از این ازدواج خبر بدهد!؟ حتی اقوام عبدالحلیم حافظ بعد از چاپ این کتاب، سند ازدواج را جعلی خواندند و از طریق قانونی قضیه را پیگیری کردند و جنجاه مجبور شد در ویرایش دوم کتاب که در ژانویه ۲۰۲۰ منتشر و در نمایشگاه بین‌المللی کتاب قاهره به نمایش درآمد، سند ازدواج جعلی را حذف کند.

## کتاب جَنجاه
این کتاب در کل موجب شهرت و ثروت فراوان برای جنجاه عبدالمنعم حافظ می‌شود زیرا باعث شایعات فراوان پیرامون زندگی سعاد و عبدالحلیم شد.
در بسیاری از موارد اسناد آورده شده در کتاب با یکدیگر همخوانی ندارند؛ مثلاً در جایی از کتاب، شناسنامه سعاد را منتشر کرده که در آن تاریخ تولد سعاد ۱۹۴۳ ذکر شده و ملیت پدر سعاد در آن مصر ذکر شده‌است اما در جایی که سند ازدواج را منتشر می‌کند ملیت سعاد را سوریه ذکر کرده و از آنجا که سند ازدواج را مربوط به سال ۱۹۶۰ می‌داند، حتی اگر به روز و ماه حساب شود، بین تاریخ تولد و تاریخ ازدواج سعاد، در کتاب جنجاه ۱۷ سال فاصله وجود دارد و این درحالیست که ازدواج برای دختر زیر ۱۸ سال در مصر ممنوع بوده.
در جای دیگری از کتاب، پاسپورتی از سعاد را منتشر کرده که تاریخ تولد سعاد در این پاسپورت ۱۹۴۷ ذکر شده و عکس روی پاسپورت عکس سعاد در یکی از فیلم‌هایش می‌باشد، چطور ممکن است عکس پاسپورت کسی عکسی خندان از او در یکی از فیلم‌هایش باشد، و اگر طبق این پاسپورت که جنجاه در کتابش آورده سعاد متولد ۱۹۴۷ باشد، در این صورت در سند ازدواج سعاد و عبدالحلیم که جنجاه آن را در کتابش منتشر کرده و سال آن را ۱۹۶۰ می‌داند، سن سعاد در زمان ازدواج ۱۳ سال می‌شود و ازدواج برای دختر زیر ۱۸ سال در مصر ممنوع بوده‌است.
به همین ترتیب کتاب جنجاه که با انتقادات بسیاری مواجه شد و فقط موجب ثروت و شهرت او گردید، به دلیل نداشتن دلایل و اسناد معتبر و همخوانی نداشتن مدارک با یکدیگر، سبب آن شد که جنجاه در چاپ دوم کتاب که در ژانویه ۲۰۲۰ منتشر گردید آن را ویرایش کند و مواردی از آن را حذف نماید اما متأسفانه شایعات این کتاب دیگر از اذهان عمومی حذف نشد.

## سعاد در ایران
سعاد حسنی در دومین جشنواره بین‌المللی فیلم تهران در سال ۱۳۵۲ به همراه حسین فهمی و تنی چند از بازیگران مصری به تهران آمد، تصویر سعاد حسنی به همراه فرح پهلوی می‌باشد.